# Union Beach
Union Beach és una població dels Estats Units a l'estat de Nova Jersey. Segons el cens del 2007 tenia 6.666 habitants.

## Demografia
Segons el cens del 2000, Union Beach tenia 6.649 habitants, 2.143 habitatges, i 1.722 famílies. La densitat de població era de 1.365,5 habitants/km².
Dels 2.143 habitatges en un 43,3% hi vivien nens de menys de 18 anys, en un 62,7% hi vivien parelles casades, en un 12,2% dones solteres, i en un 19,6% no eren unitats familiars. En el 15,5% dels habitatges hi vivien persones soles el 5,5% de les quals corresponia a persones de 65 anys o més que vivien soles. El nombre mitjà de persones vivint en cada habitatge era de 3,09 i el nombre mitjà de persones que vivien en cada família era de 3,44.
Per edats la població es repartia de la següent manera: un 29,1% tenia menys de 18 anys, un 8,3% entre 18 i 24, un 33% entre 25 i 44, un 22,1% de 45 a 60 i un 7,5% 65 anys o més.
L'edat mediana era de 34 anys. Per cada 100 dones de 18 o més anys hi havia 97,9 homes.
La renda mediana per habitatge era de 59.946 $ i la renda mediana per família de 65.179 $. Els homes tenien una renda mediana de 45.688 $ mentre que les dones 29.918 $. La renda per capita de la població era de 20.973 $. Aproximadament el 4,2% de les famílies i el 4,8% de la població estaven per davall del llindar de pobresa.

## Poblacions més properes
El següent diagrama mostra les poblacions més properes.